# پگیله‌کردن

پلی‌اتیلن گلیکول

پگیله‌کردن یا پگیلاسیون (به انگلیسی: PEGylation)، به فرایند ایجاد پیوند کووالانسی و غیرکووالانسی یا ادغام پلی‌اتیلن گلیکول (PEG، در داروسازی به نام ماکروگول نیز شناخته می‌شود) به مولکول‌ها و ابرساختارهای مولکولی، مانند دارو، پروتئین‌های درمانی یا وزیکول‌ها گفته می‌شود. به مولکول حاصل شده اصطلاحاً «پگیله‌شده» می‌گویند.